# 赛义尼·奥马鲁
赛义尼·奥马鲁（法語：Seyni Oumarou），尼日尔政治家，尼日尔全国社会发展运动成员，2007年至2009年任尼日尔总理。
| 前任： 哈马·阿马杜 | 尼日尔总理 2007年－2009年 | 繼任： 阿爾巴德·阿布巴 |